# Delta do rio Mecom
O Delta do rio Mecom ou Mecão (Mekong) é uma região onde o rio Mecom se divide em vários braços, formando um delta, desaguando no mar. Esta região ocupa cerca de 39000 km² e localiza-se na região do Delta do Rio Mecom, Vietname.